# قصر كوركير
قصر كوركير هو قصرٌ (قريةٌ محصنة) في المغرب، يقعُ في منطقة جهة درعة تافيلالت. بني هذا القصر بتقنية التربة المدكوكة، حيثُ استعمل فيه الطين. تبلغ مساحته 0.46 هكتار.